# Lasiococca
Lasiococca es un género de plantas con flores perteneciente a la familia Euphorbiaceae.
Son pequeños o grandes árboles que alcanzan hasta los 8 metros de altura y se encuentran en los bosques semi perennes. Crecen en la India, Malasia y norte de Vietnam.

## Taxonomía
El género fue descrito por Joseph Dalton Hooker y publicado en Hooker's Icones Plantarum 16: , pl. 1587. 1887. La especie tipo es: Lasiococca symphyllifolia (Kurz) Hook. f. 	

## Especies aceptadas
A continuación se brinda un listado de las especies del género Lasiococca aceptadas hasta octubre de 2012, ordenadas alfabéticamente. Para cada una se indica el nombre binomial seguido del autor, abreviado según las convenciones y usos.
- Lasiococca brevipes (Merr.) Welzen & S.E.C.Sierra
- Lasiococca chanii Thin
- Lasiococca comberi Haines
- Lasiococca locii Thin
- Lasiococca symphyllifolia (Kurz) Hook.f.